# E Se Fosse Consigo?
E Se Fosse Consigo? é um programa de informação português transmitido às terças na SIC às 21 horas, no Jornal da Noite e é apresentado por Conceição Lino. Este programa testa a capacidade de intervenção dos portugueses na defesa do outro, a partir de situações ficcionadas. Até que ponto dizemos não à intolerância, ao preconceito, à violência?

## Temas Abordados

### 1ª Temporada
- Racismo[2]
- Obesidade[3]
- Bullying[4]
- Homofobia[5]
- Violência no Namoro[6]
- Maus-tratos a Idosos[7]
- Os Jovens e o Álcool[8]
- Violência Doméstica contra Mulheres[9]

### 2ª Temporada
- Violência Doméstica contra Homens[10]
- Deficiência e Discriminação[11]
- Maus-tratos a Crianças[12]
- Transfobia[13]
- Preconceito com pessoas Sem-Abrigo[14]
- Perigos na Internet[15]
- Homossexualidade e Parentalidade[16]
- Assédio Sexual[17]

### 3ª Temporada
- VIH - SIDA[18]

- Doenças mentais[19]

- Assédio moral no local de trabalho[20]

- Maus tratos a animais de companhia[21]

- Os jovens e a droga[22]

- Pobreza e exclusão social[23]

- Discriminação e exclusão de pessoas surdas